# Мира Сорвино
Мира Катрин Сорвино (на английски: Mira Katherine Sorvino) е американска актриса.. Става известна, след като печели наградите Оскар и Златен глобус за Най-добра поддържаща актриса за ролята си във филма „Могъщата Афродита“ (1995) на режисьора Уди Алън.

## Биография
Сорвино е родена на 28 септември 1967 г. в Ню Йорк. Майка ѝ, Лорейн Рут Дейвис, е бивша актриса, а баща ѝ, Пол Сорвино, е актьор и режисьор. Тя има брат и сестра – Майкъл и Аманда. Сорвино е с италиански произход от страна на баща си.

### Личен живот
През август 2003 г. се запознава с актьора Кристофър Бакъс. Двамата се женят на 11 юни 2004 г. Двойката има четири деца: две дъщери – Матея Ейнджъл (р. 2004) и Лучия (р. 2012), и двама синове – Джони Кристофър Кинг (р. 2006) и Холдън Пол Тери Бакъс (р. 2009).

## Филмография
- 2023: Звукът на свободата – Катрин Балард
- 2018: Кондор (сериал) – Марти Фрост
- 2016: Дъщерята на бога / Exposed
- 2015: Клой и Тео / Chloe and Theo – Моника
- 2012: The Trouble with Cali – балетмайстор
- 2011: Рухнали небеса (сериал) / Falling Skies – Сара
- 2011: Jeremy Fink and the Meaning of Life / Jeremy Fink and the Meaning of Life – Elaine
- 2011: Union Square / Union Square – Lucy
- 2011: Ангелски кръст / Angels Crest – Енджи
- 2010: Присътствие – жена
- 2010: Многократни сарказми / Multiple Sarcasms – Кери
- 2009: Като глухарчета / Like Dandelion Dust – Уенди Портър
- 2009: Последният тамплиер / The Last Templar – Tess Chaykin
- 2008: Доктор Хаус / House MD – сезон 4 епизод 11 „В ледовете“, доктор Кейт Милтън
- 2007: Ленинград /Attack on Leningrad – Кейт Дейвис
- 2007: Запазен път / Reservation Road – Ruth Wheldon
- 2006: Covert One: The Hades Factor – Rachel Russel
- 2005: Жив товар / Human Trafficking – Kate Morozov
- 2004: Окончателен монтаж / The Final Cut – Делила
- 2003: Богове и генерали / Gods and Generals
- 2002: Between Strangers – Natalia Bauer
- 2002: WiseGirls – Meg Kennedy
- 2002: Страстната седмица / Semana Santa – Maria Delgado
- 2001: Триумф на любовта / The Triumph of Love – The Princess
- 2001: Сива зона / The Grey Zone – Dina
- 2000: Великият Гетсби / The Great Gatsby – Daisy Buchanan
- 1999: Summer of Sam – Dionna
- 1999: От пръв поглед / At First Sight
- 1999: Lulu on the Bridge
- 1998: Лесни пари / Free Money – Agent Karen Polarski
- 1998: Too Tired to Die
- 1998: Убийцы на замену / The Replacement Killers – Мег Кобърн
- 1998: Уил и Грейс / Will & Grace
- 1997: Мутанти / Mimic – доктор Сюзън Тейлър
- 1997: Romy and Michele’s High School Reunion – Romy
- 1996: Норма Джин и Мерилин / Norma Jean & Marilyn – Мерилин Монро
- 1996: Красиви момичета / Beautiful Girls – Sharon Cassidy
- 1995: Blue In The Face – Young Lady
- 1995: Могъщата Афродита / Mighty Aphrodite – Linda Ash
- 1995: The Buccaneers – Conchita Closson
- 1995: Тарантелла / Tarantella – Diane
- 1995: Сладко нищо / Sweet Nothing – Моника
- 1994: Quiz Show – Sandra Goodwin
- 1994: Барселона / Barcelona – Marta Ferrer
- 1994: Холандският майстор / The Dutch Master – Тереза
- 1994: Parallel Lives – Matty Derosa
- 1993: Nyû Yôku no koppu – Мария
- 1992: Swans Crossing – София Ева Маккормик Декастро
- 1985: The Stuff – работничка от фабрика